# Вечен
Вечен (нім. Wetschen) — громада в Німеччині, розташована в землі Нижня Саксонія. Входить до складу району Діпгольц. Складова частина об'єднання громад Реден.
Площа — 26,77 км2. Населення становить 1898 ос. (станом на 31 грудня 2021).